# Молдовень (комуна, Нямц)
Молдовень, Молдовені (рум. Moldoveni) — комуна у повіті Нямц в Румунії. До складу комуни входять такі села (дані про населення за 2002 рік):
- Молдовень (1461 особа)
- Хочунджі (1075 осіб)

Комуна розташована на відстані 271 км на північ від Бухареста, 34 км на схід від П'ятра-Нямца, 70 км на південний захід від Ясс.

## Населення
За даними перепису населення 2002 року у комуні проживали 2536 осіб, усі — румуни. Усі жителі комуни рідною мовою назвали румунську.
Склад населення комуни за віросповіданням:
| Релігія       | Кількість осіб | Відсоток |
| ------------- | -------------- | -------- |
| православні   | 2530           | 99,8%    |
| римо-католики | 2              | 0,1%     |
| реформати     | 2              | 0,1%     |
| адвентисти    | 2              | 0,1%     |

## Зовнішні посилання
- Дані про комуну Молдовень на сайті Ghidul Primăriilor [Архівовано 29 січня 2012 у Wayback Machine.]